# Zděchovka (potok)
Zděchovka je levostranným přítokem Vsetínské Bečvy v obci Huslenky ve Zlínském kraji. Délka toku činí 7,1 km. Plocha povodí měří 26,0 km².

## Průběh toku
Pramení pod vrchem Radošov (756 m n. m.) v pohoří Javorníky. Po celé své délce toku teče severním směrem. Protéká obcí Zděchov, Huslenským údolím a v obci Huslenky poblíž hostince U Pokorných se vlévá do Vsetínské Bečvy.

### Větší přítoky
Největším přítokem Zděchovky je Uherský potok, který přitéká z pravé strany.

## Vodní režim
Průměrný průtok u ústí činí 0,36 m³/s.
Hlásný profil:
| místo   | říční km | plocha povodí | průměrný průtok (Qa) | stoletá voda (Q100) | poznámky |
| ------- | -------- | ------------- | -------------------- | ------------------- | -------- |
| Zděchov | 5,02     | 4,06 km²      | 0,054 m³/s           | 28,0 m³/s           | –        |

N-leté průtoky ve Zděchově:
| N-leté průtoky | Q1   | Q5   | Q10  | Q50  | Q100 |
| -------------- | ---- | ---- | ---- | ---- | ---- |
| Q [m³/s]       | 4,13 | 10,1 | 13,4 | 23,0 | 28,0 |